# Thomas Schmidt (Kirchenmusiker)

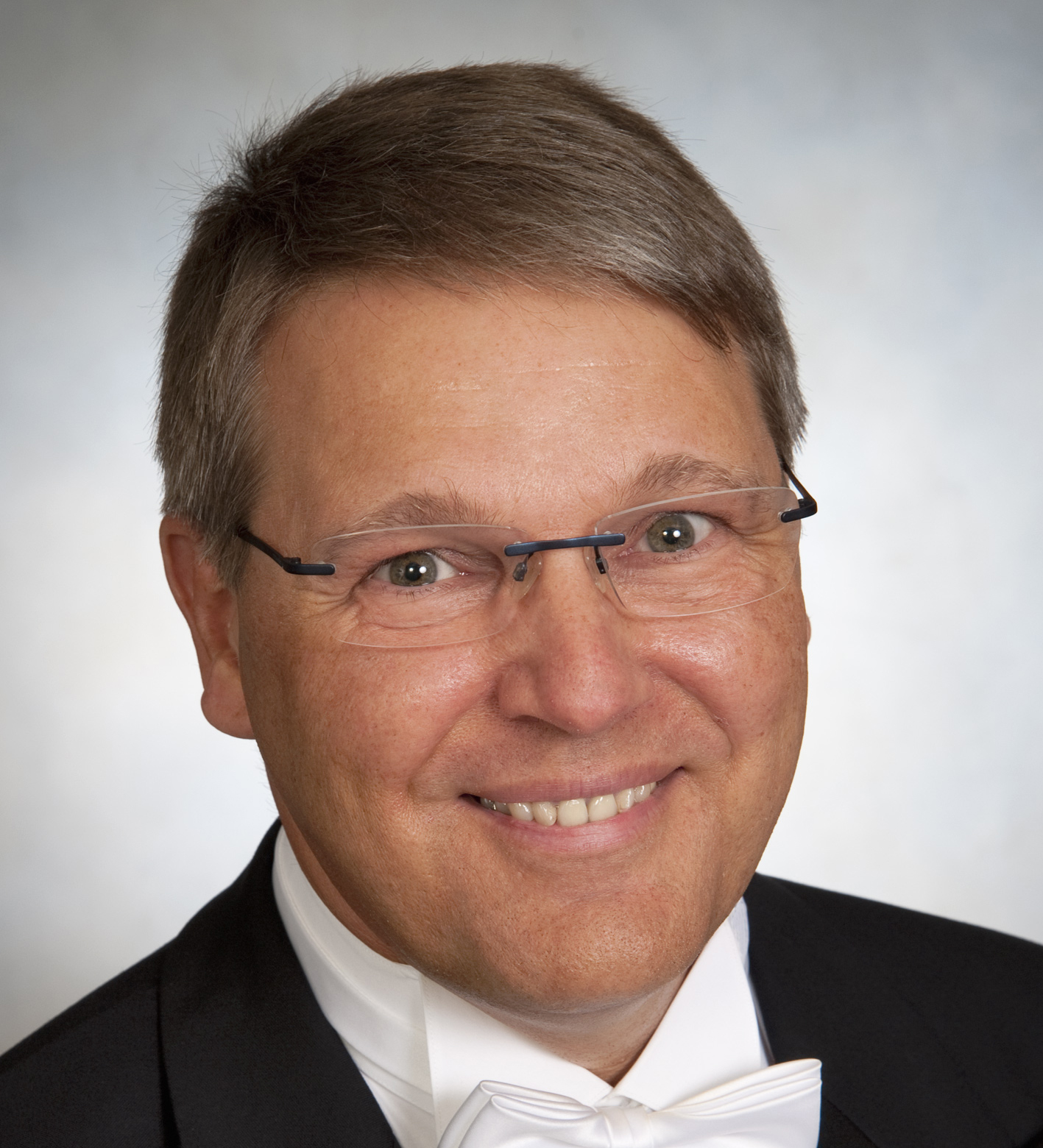
Thomas Schmidt 2013

Thomas Schmidt (* 10. November 1960 in Waldbröl) ist ein deutscher Kirchenmusiker und Hochschullehrer.

## Leben
Schmidt begann im Alter von acht Jahren seine musikalische Ausbildung am Klavier, 1974 folgte die Unterweisung im Orgelspiel. Während der Schulzeit nahm er an Chorleiterkursen des Christlichen Sängerbundes teil und legte 1978 die D-Prüfung als Organist ab. Nach dem Abitur am Hollenberg-Gymnasium in Waldbröl und dem Zivildienst in einer Werkstatt für Behinderte in Wiehl studierte er Evangelische Kirchenmusik an der Staatlichen Hochschule für Musik und Tanz in Köln, im Fach Chorleitung bei Henning Frederichs und im Fach Orgel bei Peter Dicke und Wolfgang Stockmeier, Tonsatz bei Günter Fork. 1985 legte er das A-Examen mit Auszeichnung in liturgischem Orgelspiel ab. Ab 1987 studierte er Orchesterleitung an der Hochschule der Künste in Berlin bei Hans-Martin Rabenstein und Robert Wolf. Dieses Studium schloss er 1991 mit dem Kapellmeister-Diplom ab.
Von 1982 bis 1987 wirkte er als nebenberuflicher Kirchenmusiker in der Kirchengemeinde Köln-Ehrenfeld. Von 1987 bis 1992 arbeitete er als Kantor an der Dankeskirche in Berlin-Wedding. 1993 wurde er zum Kantor an die Marktkirche in Neuwied am Rhein berufen und zum Kreiskantor des Kirchenkreises Wied. Gute Zusammenarbeit pflegte er dort mit seinem Neuwieder Kollegen Kantor Bernd Kämpf.
Von 1997 bis 1999 lehrte er Dirigieren an der Hochschule für Musik und Tanz in Köln. Zum Wintersemester 2009 übernahm er dort einen Lehrauftrag im Fach „Hymnologie und Gemeindesingen“. Von 2015 bis 2021 leitete er dort den Studiengang Evangelische Kirchenmusik. Ab 2020 unterrichtete er das Fach Orchesterleitung.
Schmidt initiierte im Jahr 2001 eine Mailingliste (Kirchenmusikliste) für Kirchenmusiker. Von 2003 bis 2016 war er Mitglied des Ausschusses für Gottesdienst und Kirchenmusik der Evangelischen Kirche im Rheinland (EKiR), von 2016 bis 2020 war er Mitglied des Liturgischen Ausschusses der Union Evangelischer Kirchen (UEK). Seit 2020 ist er Mitglied der Gesangbuchkommission der Evangelischen Kirche in Deutschland (EKD) zur Revision des Evangelischen Gesangbuchs. Er ist Mitglied der Internationalen Arbeitsgemeinschaft für Hymnologie (IAH).
2011 wurde er mit dem Ehrentitel Kirchenmusikdirektor der Evangelischen Kirche im Rheinland ausgezeichnet. Des Weiteren ist er Musikdirektor des  Fachverbandes der Chorleiter. 2017 konzertierte er auf der größten Kirchenorgel (143 Register) von Chicago in der Fourth Presbyterian Church. 2019 wurde er mit dem Bürgerpreis der Casinogesellschaft Neuwied ausgezeichnet. Im Januar 2019 trat er mit dem Neuwieder Konzertchor bei einem Gemeinschaftsprojekt in der Carnegie Hall in New York auf, bei dem das Werk Symphonic Adiemus von Karl Jenkins aufgeführt wurde.
2023 erweiterte Thomas Schmidt das Spektrum seiner Lehrtätigkeit durch Fortbildungsseminare für Orchesterleitung für nebenamtliche Kirchenmusiker der EKiR.
Im Januar 2025 verabschiedete sich Schmidt mit einem letzten Neujahrskonzert von seinem Publikum in Neuwied. Am 30. März 2025 wurde der Kirchenmusiker in einem Gottesdienst in der Marktkirche in den Ruhestand verabschiedet. Sein Nachfolger wurde der gebürtige Neuwieder Simon Schumacher.

## Chöre und Ensembles
- Kantorei der Marktkirche
- Neuwieder Konzertchor
- Cappella Vocale Neuwied
- SING ON - Gospelchor Neuwied
- Jugendchor „Vivace“
- Kinderchor „Crescendo“

## Videografie
Thomas Schmidt veröffentlicht seit Januar 2007 Musikvideos bei YouTube. Die Nachfrage der Besucher lag Februar 2021 bei über 480.000 Aufrufen.

### Orgelwerke

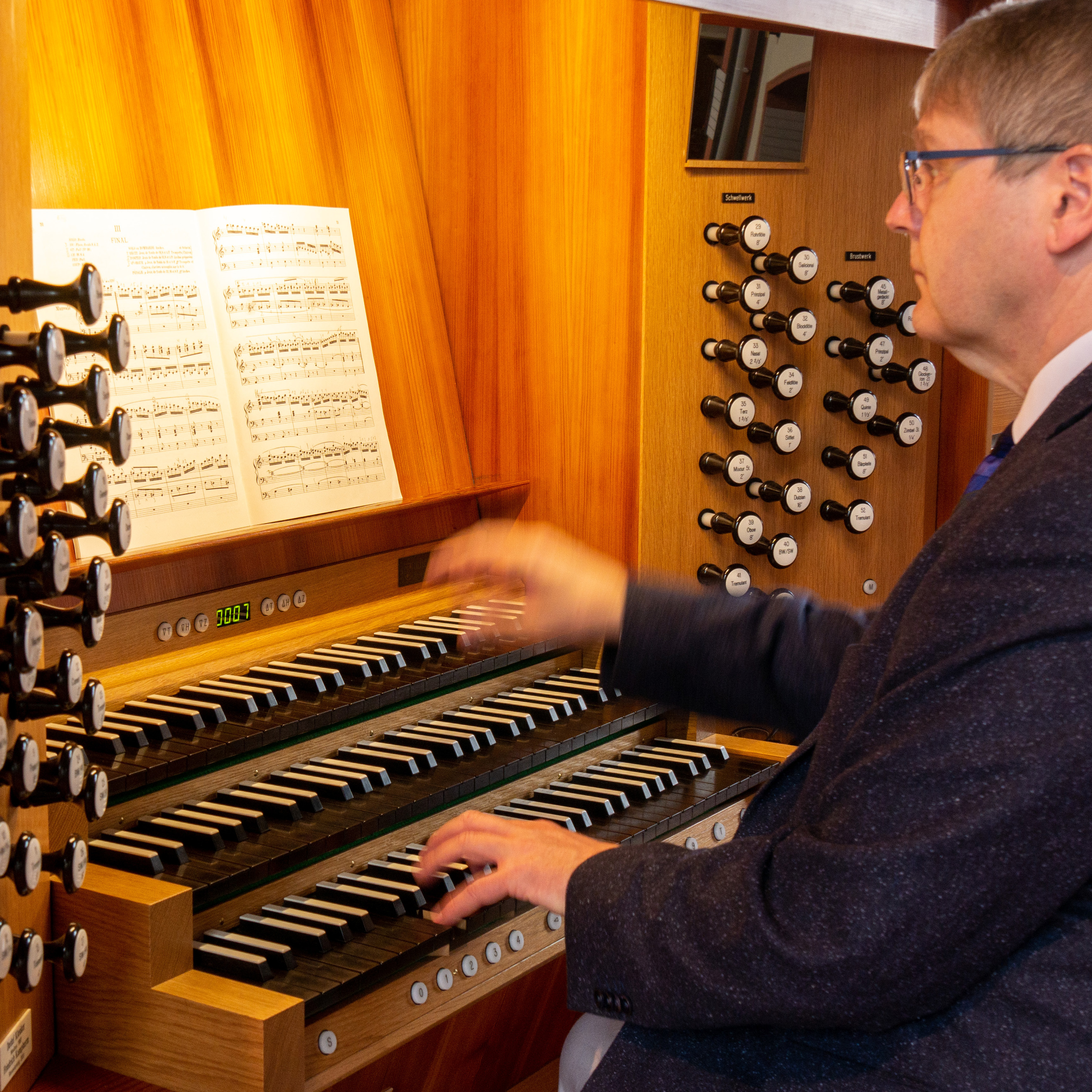
An der Kleuker-Orgel

- Christ ist erstanden; Improvisation an der Kleuker-Orgel der Marktkirche in Neuwied
- Holger Hantke: Es kommt ein Schiff geladen
- Patrick Schönbach: Toccata
- Beate Leibe:
  - Hochzeitsmusik
  - Befiehl du deine Wege
  - Ich weiß, mein Gott, dass all mein Tun
  - Interludium
  - Praeludium in D
- Stille Nacht, heilige Nacht; aus: Choralbuch kreativ, Æolian-Skinner-Orgel der Old South Church in Boston, USA
- Verleih uns Frieden gnädiglich; aus: Choralbuch kreativ, Æolian-Skinner-Orgel der St. Bartholomew’s Church in New York, USA
- Johann Sebastian Bach: Jesu, meine Freude (BWV 610), St. Sauveur in Strasbourg-Cronenbourg, Frankreich

### Chorwerke

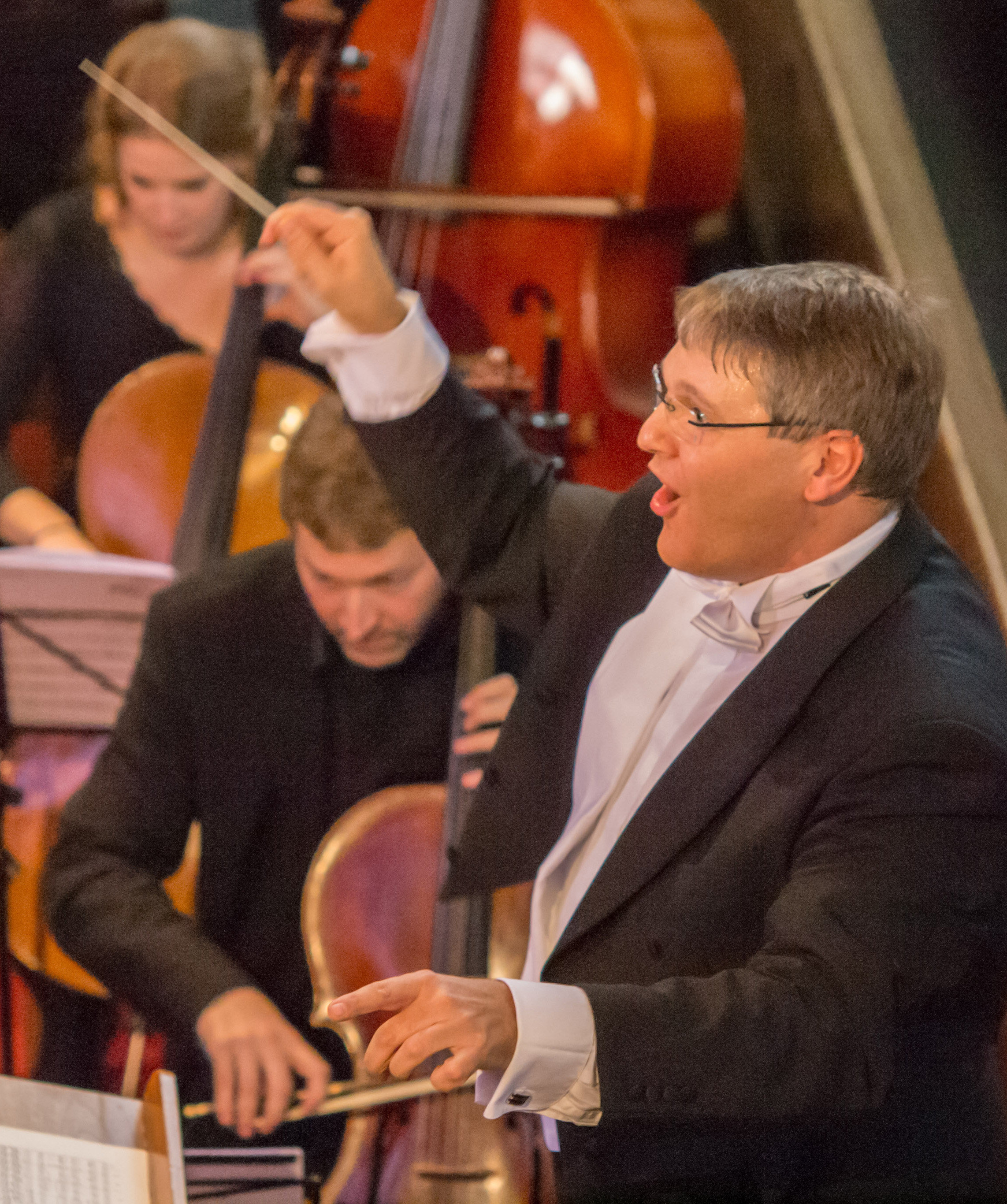
Beim Oratoriendirigat

#### Neuwieder Konzertchor
- Jacob de Haan: Missa Katharina
- Joseph Haydn: Die Schöpfung (Auswahl)
- Joseph Haydn: Te Deum für die Kaiserin Marie Therese, Hob XXIIIc:2
- Felix Mendelssohn Bartholdy: Der 42. Psalm, op. 42 „Wie der Hirsch schreit“.

#### Cappella Vocale Neuwied
- Felix Mendelssohn Bartholdy:
  - Wirf dein Anliegen auf den Herrn
  - Wer bis ans Ende beharrt
- Maurice Duruflé:
  - Notre Père
  - Ubi caritas

### Verschiedenes
- Wolfgang Amadeus Mozart: Exsultate, jubilate. Ingrid Schmithüsen, Lukas Stollhof und das Schöneck-Ensemble.

## Schriften
- Thomas Schmidt: Singen als Selbst- und Gotteserfahrung. in: Handbuch Gemeinde & Presbyterium: Spiritualität. Medienverband der Evgl. Kirche im Rheinland gGmbH.
- Thomas Schmidt und Mechthild Brand: Ohne Musik läuft hier gar nichts – Kirchenmusikalische Potenziale entdecken und pflegen. in: Thema: Gottesdienst, Ausgabe 23/2005, herausgegeben von der Arbeitsstelle Gottesdienst der Evangelischen Kirche im Rheinland.
- Thomas Schmidt u. Martin Evang: Liturgische Gesänge der Gemeinde – Vorschläge zur Gestaltung von Kontinuität und Wechsel. Thema: Gottesdienst, Ausgabe 30/2009, herausgegeben von der Arbeitsstelle Gottesdienst der Evangelischen Kirche im Rheinland.
- Thomas Schmidt: Liturgische Gesänge. in: Werkbuch „s!ngen - jede Stimme zählt“, herausgegeben von der Evangelischen Kirche im Rheinland 2011.
- Thomas Schmidt (et al.): John Bell: Eine andere Art des Gemeindesingens. in: Werkbuch „s!ngen - jede Stimme zählt“. Herausgegeben von der Evangelischen Kirche im Rheinland 2011.
- Thomas Schmidt: „Glaube, Hoffnung, Liebe“ statt „Einigkeit und Recht und Freiheit“ – Geistliche Liedtexte auf bekannte Melodien schreiben – geht das gut?. in: Württembergische Blätter für Kirchenmusik 3/2012. Herausgeber: Evangelische Kirchenmusik in Württemberg e. V.
- Thomas Schmidt: Das, was mich singen machet, ist, was im Himmel ist – Singen als Quelle der Spiritualität. in: Mehr als tausend Worte ... Zum Verhältnis von Wort und Musik im Verkündigungsgeschehen. Evgl. Akademie im Rheinland 2013.
- Thomas Schmidt: Elf Liedkommentare zu Kirchenliedern in: Liederkunde zum Evangelischen Gesangbuch, Göttingen 2000.

## Noten
- Intonationen, Begleitsätze und Choralvorspiele zu EG 11, 35, 46, 85, 109, 124, 165, 229, 288, 320, 361, 421, 440, 501 in Choralbuch kreativ, herausgegeben von Ulrich Cyganek, Strube-Verlag 2010.
- Dreistimmige Begleitsätze zu EG 98, EG 288, EG 369 in Choraltrios für Orgel. Herausgegeben von Ulrich Cyganek, Strube-Verlag 2020.
- Keck, Wechsel-Spiel und Klangmeditation – Veni Sancte Spiritus für Orgel. In: 33 Trios für Orgel, herausgegeben von Ulrich Cyganek Verlag Strube 2022.